# Butlletí de l'Institut Mèdic Valencià
El Butlletí de l'Institut Mèdic Valencià fou l'òrgan d'expressió de l'Institut Mèdic Valencià, publicat des del 30 d'abril de 1841 al gener de 1896. S'obtenia per subscripció, i gràcies al sistema d'intercanvi —amb el que es nodria debades d'altres publicacions—, el Butlletí es difundí tant a nivell europeu com estatal. En deixar de publicar-se el Butlletí, l'activitat de l'Institut Mèdic Valencià es va reflectir als «Anals», a les «Memòries» i als discursos que van ser editats.

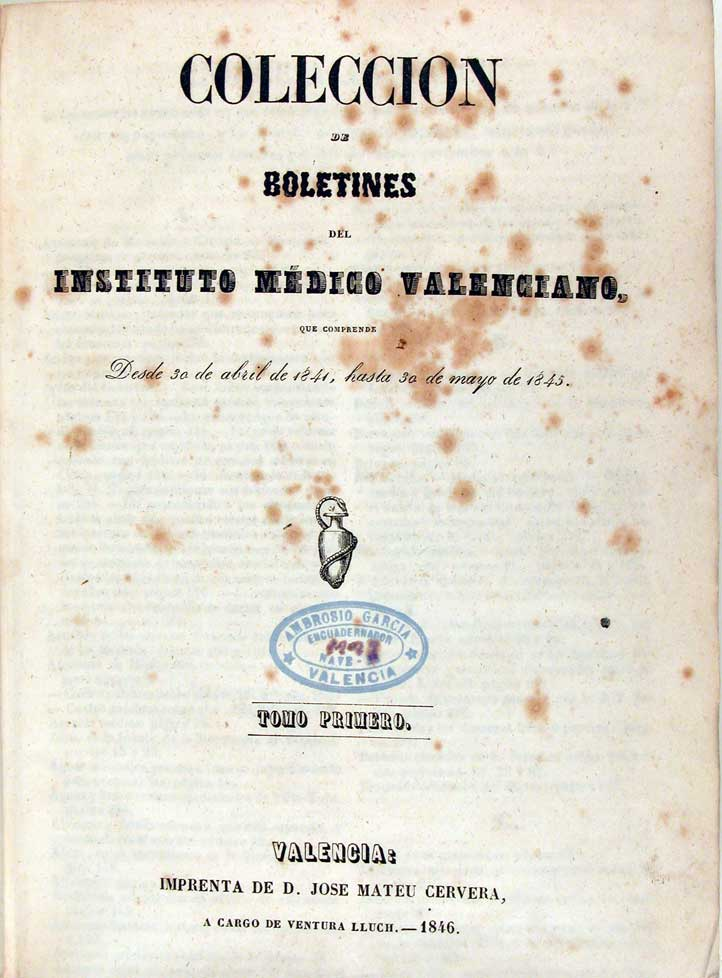
Col·lecció de Butlletíns de l'Institut Mèdic Valencià. Tom I

Esdevingué punt de trobada entre la medicina acadèmica representada pels professors de la Facultat de Medicina de València i la pràctica clínica dels professionals locals. A més, els farmacèutics van tenir un paper rellevant al llarg del segle xix. El butlletí mitjançant articles originals i les actes de les sessions dedicades a temes específics fetes, reflectia tota l'activitat de l'Institut. Amb el temps, les pàgines alternaven articles originals dels seus socis amb notícies de les principals novetats mèdiques de l'època, disposicions legals relatives a la professió i un extracte de les actes de les reunions de l'Institut. Al llarg de la seua existència es publicaren 1.726 treballs originals, 1.194 ressenyes dels estudis més importants apareguts a la premsa mèdica estatal i estrangera, nombroses disposicions legals, i els extractes de les actes i acords de les sessions de l'Institut, així com les informacions de la Societat General Mèdica de Socors Mutus, de la que el Butlletí també va ser declarat òrgan oficial.

## Format de la publicació
La col·lecció completa del Butlletí de l'Institut Mèdic Valencià està constituïda per vint-i-sis toms amb cinquanta-sis anys de pervivència. El volum 22 corresponent als anys 1891 i 1892, no es va publicar per problemes econòmics, només es van editar els fulletons de les sessions públiques, amb les seves ressenyes històriques, i els extractes d'actes que figuren al volum corresponent a 1893. Tret dels quatre darrers volums que són anuals, i els dos primers, que abasten cinc i quatre anys respectivament, la resta recull els números corresponents a dos o tres anys.
Al principi la impressió fou feta amb caràcters molt menuts, mida foli i a dues columnes, cosa que en dificultava la lectura. El 1850 va adoptar la mida de quart major i van desaparèixer les dues columnes. A partir del volum sisé es va millorar la composició i la tipografia per fer-lo més llegible. També s'aprecien variacions pel que fa a les qualitats del paper utilitzat i de la impressió.

## Periodicitat
Inicialment es va considerar la publicació fora mensual, però l'entusiasme inicial va vore necessària duplicar aquesta freqüència, amb la idea d'«enriquir el coneixement dels membres» amb articles originals, i amb més notícies i descobriments difosos als diaris estatals i estrangers de medicina, cirurgia i farmàcia, a més publicar les disposicions de la Societat Mèdica General de Socors Mutus. A partir d'abril de 1843, es van publicar dos exemplars per mes amb una paginació consecutiva per formar volums, però aquesta freqüència no durà més enllà d'un semestre

## Etapes del Butlletí
La publicació va passar per tres fases diferents:

### Etapa inicial
La primera fase que va des de 1841 a 1868 fou estructural i formativa; per evitar problemes, no va permetre la discussió de principis polítics així com fer esment de partits. D'altra banda, s'incentivà la publicació de disposicions legals amb les seves crítiques i demandes a les autoritats, així com dels aspectes més polèmics en defensa dels professionals. Es tracta, doncs, de literatura de tipus corporatiu, però mancada de contingut cultural i científic, amb molts articles de caràcter històric, gairebé tots amb clara influència romàntica. Els treballs científics dels socis, les referències a autors estrangers i les ressenyes bibliogràfiques no eren secuendàries. Aquest enfocament romàntic va ser superat per Joan Batista Peset, qui va adoptar formes més positivistes: indagació genètica dels sabers mèdics i una investigació històrica de la tradició mèdica pròpia. Les publicacions dels membres de l'Institut mostren un augment progressiu, amb petits descensos entre 1845 i 1857 i entre 1862 i 1865, sempre mantenint-se entre el 52% i el 77% del total de les publicacions de l'Institut.
El 1850 per no sobrecarregar el Butlletí, s'acorda que la publicació dels treballs extensos siga en plecs independents. Dos anys després una allau d'articles, fa créixer el Butlletí fins a les trenta-dues pàgines, amb cobertes en color, on s'inseriran anuncis, vacants, etc... La redacció s'amplia a dotze socis residents per cobrir les seccions de «Medicina i cirurgia», «Efemèrides», «Revista de diaris científics nacionals i estrangers», i de «Farmàcia i ciències auxiliars», i a dihuit corresponsals. A més, s'acorda publicar sols un article per secció, esquema que imperarà al llarg de la vida de la Revista. El redactor en cap, Joan Peralta incrementa el preu de subscripció a 24 rals.

### Etapa madura
L'etapa madura que abasta des del 1869 al 1885, s'hi registra el màxim d'activitat dels socis de l'Institut, que arriba a assolir fins al 83% de les publicacions al butlletí, i es caracteritza per la importància dels debats sobre teories científiques. L'estil és més directe, sobri i concís. Van abundar els treballs científics d'alt nivell amb freqüents aportacions originals dels socis, extractes de revistes i comentaris de llibres que mantenien els lectors en una permanent actualitat del moviment europeu. Es va cuidar de manera especial la publicació dels treballs premiats i dels articles d'història de la medicina.
Al desembre de 1882, la publicació es va reduir a setze pàgines i s'autoritza els autors premiats a editar els treballs fent-se càrrec de les pespesses. Al final d'aquesta fase del Butlletí, apareixen problemes econòmics que el conduiran a l'última de les seues etapes.

### Etapa decadent
En aquesta fase es fa palesa la crisi econòmica. Tot i que es van seguir publicant treballs de nivell, van desaparéixer algunes seccions.
L'any 1887 per afrontar les despeses, s'aprova la inclusió d'anuncis a les cobertes, i també la inclusió de gravats il·lustratius als treballs científics. Al mes de setembre de 1890 es va acordar publicar en un sol volum tot el que quedava de l'any incloent la secció oficial i el discurs apologètic de Peset Cervera. Al maig de 1892 el doctor Quesada es va oferir a publicar el Butlletí a càrrec seu sota determinades condicions. Tanmateix, estava a prop la fusió amb l'Associació Mèdic-Farmacèutica, i es va deixar la decisió en suspens.
| «                       | (castellà) La progressiva desaparició dels darrers socis fundadors, i la indolència i frivolitat que envaïa els socis, que arriben a discutir l'uniforme que havia de portar el porter o la insígnia que havien d'usar els socis, fa malbé aquesta prestigiosa publicació. | » |
| — Severino Teruel Piera | |   |